# Jean-Claude Béring
Pour les articles homonymes, voir Béring.
Jean-Claude Béring, né le 1er septembre 1944 à La Chaux-de-Fonds et mort le 14 février 2020, est un pilote suisse de courses de côte, de rallyes et sur circuits.

## Biographie
Sa carrière en sport automobile s'étale sur une vingtaine d'années, du milieu des années 1960 à celui des années 1980.
En rallyes nationaux, il conduit sur des voitures de type Audi Quattro, une Renault 5 Turbo et Porsche 911S.
Conducteur de Serial Cars (voitures de Production), il compte une quinzaine de victoires de groupes en parcours européens, dont  une douzaine en Groupe 3 durant la deuxième moitié des années 1970 sur Porsche Carrera RS 3.0 ex-Herbert von Karajan.
Il participe également aux 24 Heures du Mans en 1975 sur le même modèle avec les allemands Klaus Utz et Horst Godel pour le Porsche Club Romand (19es).
Il prend sa retraite sportive peu après avoir participé au Trophée européen des Renault 5 Turbo.

## Titres
- Double Champion d'Europe de la montagne de catégorie voitures de série, en 1975 et 1976 sur Porsche Carrera RS 3.0 (Gr.3) ;
- Champion de Suisse des circuits, en 1977 sur Triumph Dolomite.